# هنري منينزي
هنري منينزي (بالإنجليزية: Henri Munyaneza) (19 يونيو 1984 رواندا - ) هو لاعب كرة قدم رواندي، يلعب كمهاجم، شارك في كأس الأمم الأفريقية 2004.

## روابط خارجية
- هنري منينزي على موقع قاعدة بيانات كرة القدم.إي يو (الإنجليزية)
- هنري منينزي على موقع ناشيونال فوتبول تيمز (الإنجليزية)